# Zakład św. Łazarza w Poznaniu

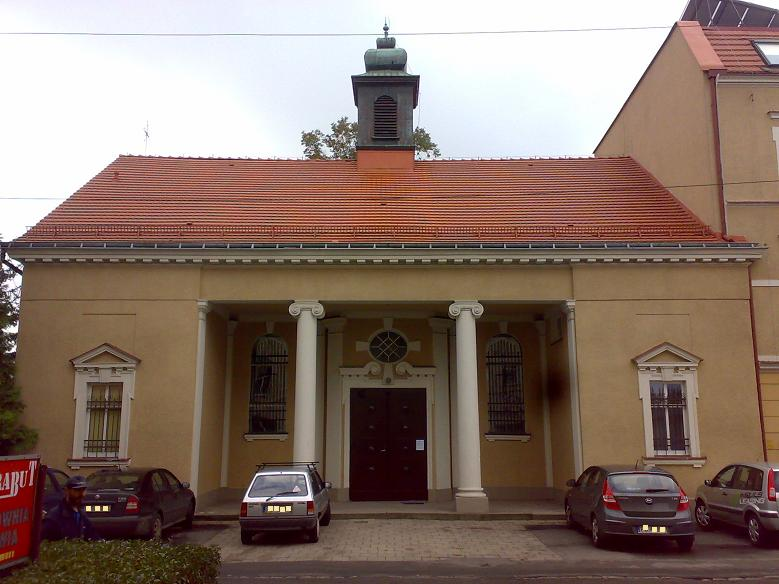
Kaplica Adama Ballenstaedta przy Zakładzie św. Łazarza

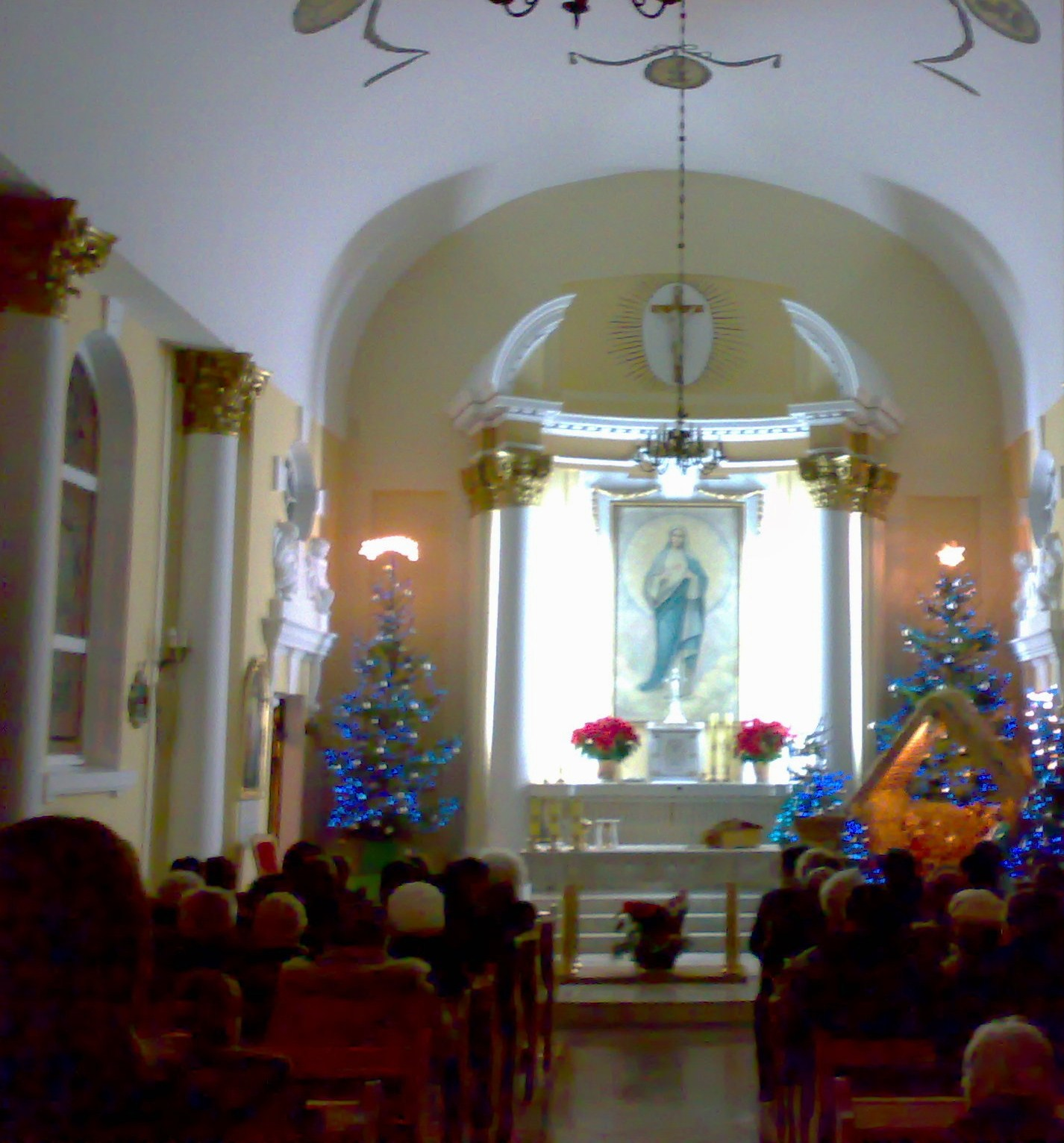
Wnętrze kaplicy

Zakład św. Łazarza w Poznaniu (obecnie Dom Opieki Sióstr Miłosierdzia św. Wincentego a Paulo) – zabytkowy zespół opiekuńczo-sakralny z domem zakonnym przy ul. Sielskiej 13 w Poznaniu, na Górczynie, prowadzony przez siostry Szarytki.

## Architektura
Na górczyński zespół architektoniczny św. Łazarza składają się trzy główne obiekty:
- kamienica eklektyczna z 1905, zakupiona i zaadaptowana do celów opiekuńczych w latach 1906 – 1911
- budynek z lat 1932 – 1933 budowany już ściśle pod profil opiekuńczy
- kaplica z 1924, zaprojektowana przez Adama Ballenstaedta (budowniczy: Maksymilian Garstecki) w stylu eklektycznym (dominuje dekoracja klasycyzująca). Wejście zlokalizowano w niszy, zaakcentowanej dwiema kolumnami o kapitelach jońskich. Całość tynkowana, zwieńczona sygnaturką.

Za wyżej wymienionymi budynkami znajduje się dość rozległe założenie ogrodowe z interesującym, starym drzewostanem: lipa drobnolistna, dąb, kasztanowce w szpalerze, topole włoskie i wiązy szypułkowe. Uzupełniają je młodsze krzewy iglaste. Pośród ogrodu stoją także zabudowania gospodarcze, w tym dawna stodoła (zamieniona w latach 90. XX w. na dom mieszkalny) i kostnica.
Zespół stanowi Dom Opieki dla ludzi starszych i zniedołężniałych. Siostry Szarytki zajmują się m.in. prowadzeniem szpitali, pielęgnowaniem chorych w ich domach i szpitalach oraz działalnością charytatywną.
Kaplica od 1956 nosi wezwanie Niepokalanego Serca Maryi. W latach 1929 – 1931 odgrywała rolę górczyńskiego kościoła parafialnego (do czasu wzniesienia, według projektu Tadeusza Szulca, kościoła św. Krzyża).

## Dojazd
Dojazd zapewniają tramwaje MPK Poznań, podążające w kierunku pętli Górczyn (linie: 5, 17, 14) – przystanek Sielska.